# Hednota macroura
Hednota macroura là một loài bướm đêm trong họ Crambidae.